# 海莉·史坦菲德
海莉·史坦菲德（英語：Hailee Steinfeld，1996年12月11日—），美國女演員及歌手。她憑藉演出西部片《真實的勇氣》（2010年）取得事業突破，為自己贏得諸多獎項，其中提名奥斯卡奖及英國電影學院獎。之後又以青春成長電影《成长边缘》（2016年）獲金球獎提名。
其他知名作品如電影《曼哈頓戀習曲》（2013年）、《安德的游戏》（2013年）、《歌喉讚》系列電影（2015年至2017年）、《大黃蜂》（2018年）、《蜘蛛人：新宇宙》（2018年）、《蜘蛛俠：飛躍蜘蛛宇宙》（2023年），以及電視劇《狄金生》（2019年至2021年）。史坦菲德自Disney+迷你劇《鷹眼》（2021年）起，在漫威電影宇宙中飾演凱特·畢夏普／鷹眼。
史坦菲德在《歌喉讚2》（2015年）中演唱〈希望之光〉後贏得了音樂界的認可。隨後與聯眾唱片簽約並發行了個人首支單曲〈愛我自己〉，並在2015年推出了首張EP《Haiz》。其他頗受好評的單曲包括〈餓死了〉、〈大多數女孩〉和〈讓我走〉。2020年，她發行了第二張EP《寫了一半的故事》。

## 早年
海莉·史坦菲德出生於加利福尼亞州洛杉磯的塔扎納，為室內設計師崔莉（舊姓杜馬辛）與個人健身教練彼得·史坦菲德的女兒。她有一個名叫葛里芬的哥哥和一個同為健身教練的叔叔傑克·史坦菲德。父親是一名猶太人。母親擁有英國、非洲裔美國人、菲律賓與德國血統。史坦菲德先後在阿古拉丘和長大，就讀亞松森信義學校、科內霍小學與科利訥中學。2008年起在家自學。

## 演員生涯
史坦菲德在8歲展開演藝生涯，最後開始在許多以青年為導向的電影與劇集中擔任配角，並在K-Mart商業廣告中出現。2011年1月16日，她與贾斯汀·比伯在2011年金球獎上宣布最佳動畫獎提名人與獲獎者。
2011年1月25日，她獲得第83届奥斯卡金像奖最佳女配角獎提名。

## 個人生活
史坦菲德2016年起與Instagram用戶卡麥隆·史莫勒（Cameron Smoller）交往。他們2017年初在金球獎派對以情侶身份首次公開亮相，但在2017年11月分手。2017年12月起與愛爾蘭歌手奈爾·霍蘭交往；兩人約在一年後分手。史坦菲德後來與布法罗比尔队四分卫乔希·艾伦交往，並在2023年5月首次被人發現。艾倫於2024年11月22日向施丹菲求婚，並在一星期後公開了他們的訂婚消息。

## 影視作品

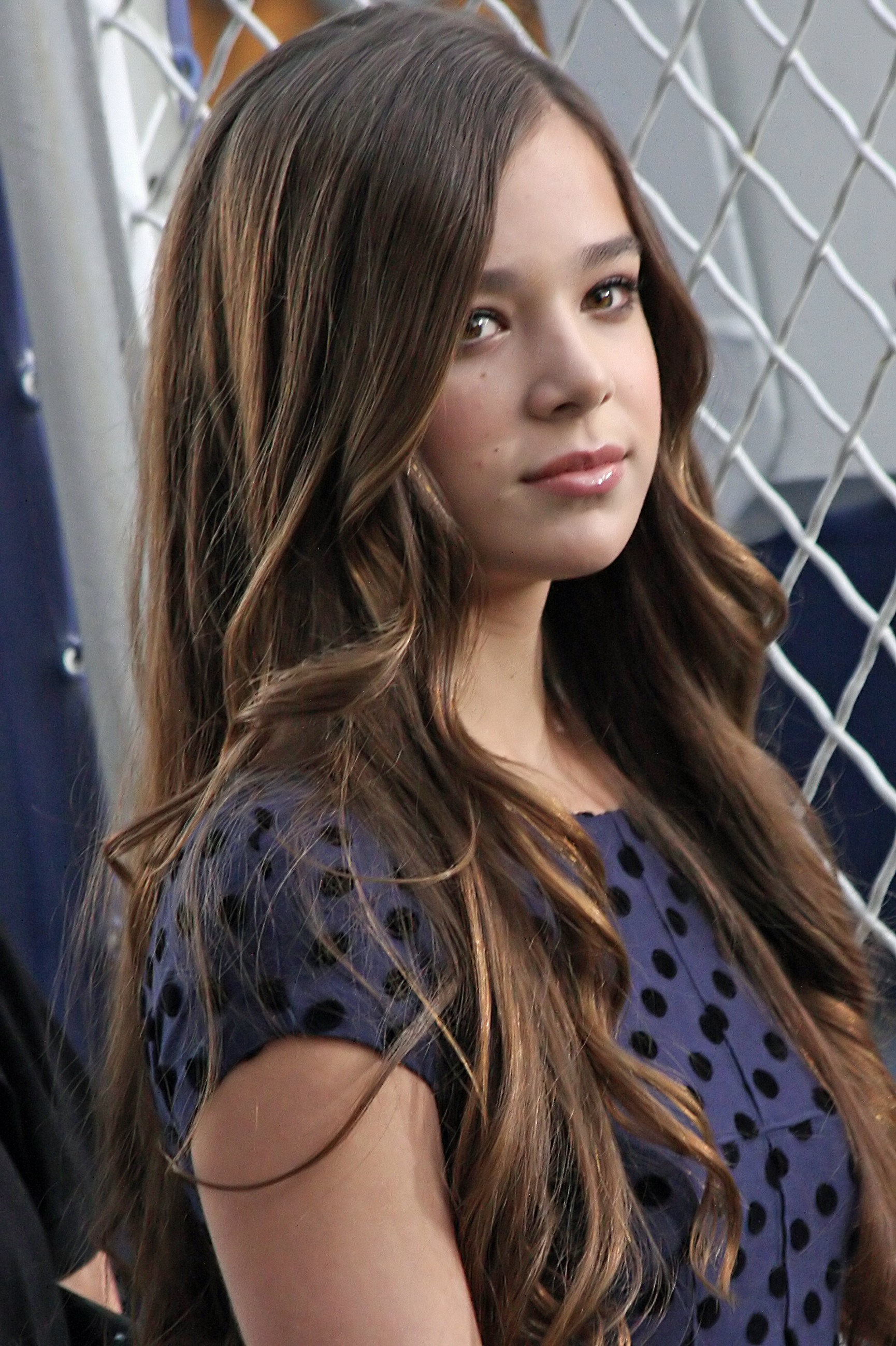
施丹菲2011年9月30日出席《奔騰人生》首映會

### 電影
| 年份 | 標題                                           | 角色                | 附註       | 來源   |
| ---- | ---------------------------------------------- | ------------------- | ---------- | ------ |
| 2008 | 《海瑟：一个神话传说》（Heather: A Fairytale） | Heather             | 短片       | [ 19 ] |
| 2009 | 《她是一隻狐狸》                               | Talia Alden         | 短片       | [ 20 ] |
| 2010 | 《沒有翅膀》（Without Wings）                  | Allison             | 短片       | [ 19 ] |
| 2010 | 《特級園》（Grand Cru）                        | Sophie              | 短片       | [ 19 ] |
| 2010 | 《真實的勇氣》                                 | Mattie Ross         |            | [ 21 ] |
| 2013 | 《愛情沒什麼道理》                             | Sabitha             |            | [ 22 ] |
| 2013 | 《曼哈頓戀習曲》                               | Violet Mulligan     |            | [ 23 ] |
| 2013 | 《魔法手鍊》（The Magic Bracelet）             | Angela              | 短片       | [ 19 ] |
| 2013 | 《羅密歐與茱麗葉》                             | 朱麗葉·凱普萊特     |            | [ 24 ] |
| 2013 | 《安德的游戏》                                 | Petra Arkanian      |            | [ 25 ] |
| 2014 | 《三日杀戮》                                   | Zooey Renner        |            | [ 26 ] |
| 2014 | 《逃離邊境》                                   | Tabitha Hutchinson  |            | [ 27 ] |
| 2014 | 《無人看護》                                   | Louise              |            | [ 28 ] |
| 2014 | 《回憶中的瑪妮》                               | Anna Sasaki         | 英語版配音 | [ 29 ] |
| 2015 | 《萬聖年代》                                   | Eliza Urbanski      |            | [ 30 ] |
| 2015 | 《歌喉讚2》                                    | Emily Junk          |            | [ 31 ] |
| 2015 | 《泰勒絲：1989世界巡迴演唱會》                 | 她自己              | 演唱會電影 | [ 32 ] |
| 2015 | 《刺客學妹》                                   | Megan Walsh         |            | [ 33 ] |
| 2016 | 《期限人生》                                   | Cate Barrow         |            | [ 34 ] |
| 2016 | 《成长边缘》                                   | Nadine Franklin     |            | [ 35 ] |
| 2017 | 《歌喉讚3》                                    | Emily Junk          |            | [ 36 ] |
| 2018 | 《大黃蜂》                                     | Charlie Watson      |            | [ 37 ] |
| 2018 | 《蜘蛛人：新宇宙》                             | 關·史黛西／女蜘蛛人 | 配音       | [ 38 ] |
| 2019 | 《蕨间访谈：电影版》                           | 她自己              |            | [ 39 ] |
| 2019 | 《神探俏嬌娃》                                 | 天使招募員          | 客串       | [ 40 ] |
| 2023 | 《蜘蛛俠：飛躍蜘蛛宇宙》                       | 關·史黛西／女蜘蛛人 | 配音       | [ 41 ] |
| 2023 | 《驚奇隊長2》                                  | 凱特·畢夏普／鷹眼   | 客串       | [ 42 ] |
| 2025 | 《罪人》                                       | Mary                |            | [ 43 ] |
| 2027 | 《蜘蛛人：超越新宇宙》                         | 關·史黛西／女蜘蛛人 | 配音       |        |

### 電視
| 年份      | 標題                      | 角色              | 附註                                     | 來源   |
| --------- | ------------------------- | ----------------- | ---------------------------------------- | ------ |
| 2007      | 《回到你身邊》            | 小女孩            | 單集：〈Gracie's Bully〉                 | [ 44 ] |
| 2009      | 《腦浪》                  | 她自己            | 第一季第24集                             | [ 45 ] |
| 2010      | 《夏令营》（Summer Camp） | Shayna Matson     | 電視電影                                 | [ 19 ] |
| 2010      | 《替身老爸》              | Bethany Springs   | 單集：〈Chicken Pox〉                    | [ 44 ] |
| 2015–2018 | 《美國之聲》              | 她自己／導師      | 嘉賓（第八和第十五季）；導師（第十四季） | [ 46 ] |
| 2018      | 《2018年MTV歐洲音樂獎》   | 主持人／表演者    | 電視特輯                                 | [ 47 ] |
| 2019–2021 | 《狄金生》                | 艾蜜莉·狄金生     | 主演；兼執行製片人                       | [ 48 ] |
| 2020      | 《芝麻街》                | 她自己            | 嘉賓（第51季）                           | [ 49 ] |
| 2021–     | 《奧術》                  | 菲艾              | 配音；主演                               | [ 50 ] |
| 2021      | 《鷹眼》                  | 凱特·畢夏普／鷹眼 | 迷你劇；主演                             | [ 51 ] |
| 2024      | 《無限可能：假如…？》     | 凱特·畢夏普／鷹眼 | 配音（第三季第6集）                      |        |

## 外部連結
- 海莉·史坦菲德在互联网电影资料库（IMDb）上的資料（英文）
- 海莉·史坦菲德的Facebook專頁
- 海莉·史坦菲德的Instagram帳戶